# Genomica di sintesi
La genomica di sintesi è un campo nascente della biologia di sintesi, che usa aspetti della modificazione genetica su preesistenti forme di vita con l'intento di produrre alcuni prodotti o determinati comportamenti sul genere di vita così creato.

La genomica di sintesi, è differente della modificazione genica nel senso che non usa i geni così come si presentano in natura. Può far uso di analoghi degli acidi nucleici, sebbene in un senso più estremo (e non ancora realizzato) la genomica di sintesi potrebbe utilizzare codice genetico non composto da acidi nucleici, normalmente utilizzate nella vita.

Lo sviluppo della genomica di sintesi è legata a recenti conoscenze e tecniche nel campo della genetica.
 
L'abilità di costruire lunghe catene di acidi nucleici a basso costo ed accuratamente, in larga scala, ha permesso di realizzare esperimenti con i genomi che non esistono in natura. Se aggiungiamo lo sviluppo nella struttura tridimensionale delle proteine ed il prezzo calante di software ed hardware, si può capire come la genomica di sintesi stia entrando in un'importante fase produttiva.
Alcune compagnie come la Synthetic Genomics stanno già usufruendo dei vari usi commerciali di nell'uso di genomi "personalizzati".